# Rocar 112 UDM
Rocar-DAC 112 UDM – rumuński 11-metrowy wysokopodłogowy autobus klasy MAXI produkowany w latach 1982–2000 przez Autobuzul (później Rocar).

## Geneza
Pod koniec lat siedemdziesiątych komunikacja autobusowa w Rumunii przeżywała ogromny niedobór. Rumuński Autobuzul wówczas produkował autobusy Roman 112 UD na licencji niemieckiego autobusu MAN 890 UO z początku lat sześćdziesiątych, oraz 9-metrowe autobusy TV 20 napędzane silnikami benzynowymi pochodzącymi z ciężarówek SR-131 Bucegi, które okazały się mało ekonomiczne i za małe jak na tutejsze warunki. Ponadto w latach 1973–1981 importowano z Jugosławii autobusy Ikarus-Zemun IK4, oraz węgierskie Ikarusy 260/280. Import zakończono z powodu ograniczeń dewizowych, które wprowadzono pod koniec lat siedemdziesiątych XX wieku przez rząd Socjalistycznej Republiki Rumunii. Pod koniec lat siedemdziesiątych podjęto decyzję o utworzeniu ekonomicznego, o jednolitym wyglądzie, odpornego na trudy eksploatacji autobusu miejskiego. W 1979 roku w fabryce Autobuzul rozpoczęto produkcję autobusu przegubowego Rocar-DAC 117 UD oraz trolejbusu Rocar-DAC 117 E.

## Produkcja
Nowy autobus oparto na podzespołach firmy Roman na licencji węgierskiej firmy RÁBA (mosty napędowe, silniki), przejętych z poprzedniego modelu Roman 112UD. Latem 1979 roku powstały pierwsze cztery prototypy 11-metrowych autobusów Rocar-DAC 111 UD. W 1982 roku rozpoczęto produkcję 12-metrowego autobusu Rocar-DAC 112 UDM. W 1990 roku jakość tych autobusów stanowczo poprawiła się. Wówczas zastosowano podzespoły węgierskiej firmy RABA, nowe światła i siedzenia z plastiku. Pojawiła się również wersja lokalna, wyposażona w miękkie winylowe siedzenia, oraz zastosowanie układu drzwi 2-0-2. Produkcja autobusu Rocar-DAC 112 UD została zakończona w 2000 roku. W 1994 roku zaprezentowano następcę modelu 112 UDM – dwunastometrowe autobusy Rocar 312 U, oraz dwunastometrowe autobusy Rocar De Simon UL70, które powstały przy współpracy z włoską firmą De Simon.

## Eksploatacja
Autobusy były skierowane do wszystkich ośrodków miejskich w Rumunii. W latach osiemdziesiątych XX wieku część tych autobusów przerobiono z diesla na napęd metanowy, z powodu kryzysu energetycznego w Rumunii.

## Modernizacje
W 2002 roku zaprezentowano prototyp głębokiej modernizacji autobusu Rocar-DAC UDAN-2002. Jego modernizacja polegała na: przeniesieniu silnika z pod podłogi pomiędzy osiami na zwis tylny, zastosowaniu silnika spełniającego normę Euro 2, wydłużeniu nadwozia o 79 cm, zastosowaniu nowych drzwi wraz z oknami wklejanymi. Ze względu na wysokie koszty modernizacji i trudności finansowe producenta zrezygnowano z modernizacji tego typu autobusów, zaś prototyp trafił do RATB w Bukareszcie, gdzie został zezłomowany w 2010 roku.

## Konstrukcja

### Podwozie
Autobusy Rocar-DAC 112 UDM napędzał silnik wysokoprężny RABA-MAN D2156HM6U o mocy 192 KM (opcjonalnie rumuńskie silniki firmy Roman). Napęd był przenoszony przez manualną czterobiegową skrzynię biegów ZF S4-95, bądź manualną pięciobiegową skrzynię biegów ZF S5-42. Zastosowano osie węgierskiej firmy RABA, oraz osie rumuńskiej firmy IABV Brașov. W autobusach Rocar-DAC 112 UD zastosowano prosty układ kierowniczy bez wspomagania kierownicy.

### Nadwozie
Autobusy Rocar-DAC 112 UDM wyposażono w dwie pary drzwi o układzie 2-0-2, lub trzy pary drzwi o układzie 2-2-2. Przestrzeń pasażerska była wykonana w oszczędnym stylu. Zrezygnowano z montażu głośników. Wewnątrz zastosowano 24-28 siedzeń wykonanych ze sklejki, a w późniejszych egzemplarzach z plastiku. Wersja lokalna wyróżniała się podwójnymi siedzeniami z gąbki winylowej. Instalacja elektryczna tego typu autobusów działała pod napięciem 12 V. Wnętrze było oświetlane za pomocą 6-8 małych żarówek oświetleniowych o napięciu 12 V, co dawało niewystarczające oświetlenie.